# Gabriel Pascal
Gabriel Pascal (születéskori neve feltehetően Lehel Gábor volt; Arad, 1894. június 4. – New York, 1954. július 6.) erdélyi magyar származású amerikai színész, filmrendező, filmproducer.

## Élete
Életének az Amerikai Egyesült Államokba érkezése előtti szakaszáról csak töredékes információk vannak. Születéskori nevét is csak a Hofburgtheater 1911-es plakátjain szereplő Herr Lehel feliratból és angolul használt keresztnevéből feltételezik: Lehel Gábor. A bécsi színészkedés után hamarosan német és olasz némafilmekben játszott. Első ismertebb, producerként jegyzett amerikai filmje A köpenicki kapitány volt (1931, UFA). Az 1930-as években egy indiai spirituális vezető, Meher Bába tanainak követőjévé vált: Indiába utazott, összeismerkedett - és saját állítása szerint össze is barátkozott - Shri Meher Bábával, Amerikába már szakállasan, egy szál lepelbe burkolózva tért vissza.
Nevét valójában azzal írta be a filmlexikonokba, hogy sikerült meggyőznie George Bernard Shaw drámaírót, hogy műveinek megfilmesítési jogát neki adja el. A ma már ellenőrizhetetlenül anekdotikus körülmények közt megkötött üzlet mindkettejük számára sikert és barátságot is jelentett. A Pygmalion című filmnek Pascal volt a producere, Shaw pedig átírta műveit a forgatókönyv számára az ő tanácsai alapján, ami 1938-ban Oscar-díjat hozott Shawnak (magát a filmet is Oscar-díj a legjobb filmnek elismerésre jelölték, de végül az Így élni jó kapta abban az évben a díjat). Shaw művei közül többet is filmre vitt: Barbara őrnagy (1941, író, rendező, producer) Caesar és Kleopátra (1945, rendező, producer). Molnár Ferenc Liliomjának és a szerző életrajzának megfilmesítési jogait is le akarta kötni, de végül lecsúszott róla. Shaw halálát követően végigvitte, hogy a Pygmalionból musicalt rendezzenek, ennek bemutatóját azonban már nem érte meg: rákbetegségben szenvedett és 1954-ben meghalt.
Pascal inkább életmódjából, egyéniségéből adódóan vált közismert figurává, filmjei - bár sikeresek voltak - a filmtörténet számára újat nem hoztak. Személyisége, és a tudatosan épített imázs nem volt visszhangtalan: 1938-ban a Time Adolf Hitlerrel és az akkori pápával, XI. Piusszal együtt választotta be az év legbefolyásosabb embereinek listájába, Leslie Howard, Ingrid Bergman és Charlie Chaplin is kereste a társaságát, az 1964-ben - egy évtizeddel Pascal halála után - bemutatott My Fair Lady című film díszletébe George Cukor rendező beletetette Gabriel Pascal arcképét is.

## Emlékezete
Életéről 2006-ban Sipos Pál készített egyórás filmet, a Jameson CineFesten (Miskolci Nemzetközi Filmfesztivál) 2011-ben a CineClassics sorozat középpontjában Gabriel Pascal állt.